# Chang'e 3
För andra betydelser, se Chang'e (olika betydelser).
Chang'e 3 (kinesiska: 嫦娥三号; pinyin: Cháng'é Sānhào) är ett kinesiskt månutforskningsprojekt som handhas av Kinas nationella rymdstyrelse och består av en robotstyrd månlandare och en rover. Chang'e 3 sköts upp den 1 december 2013 från Xichangs satellituppskjutningscenter i Sichuan som en del av den andra fasen av Kinas månutforskningsprogram.
När farkosten landade den 14 december 2013 var det Kinas första månrover och den första rymdfarkosten på 37 år som utförde en mjuklandning på månen sedan det sovjetiska Lunaprogrammet sände upp Luna 24 till månen 1976. Projektet skulle pågå i tre månader.
Rymdfarkosten är uppkallad efter Chang'e, den kinesiska mångudinnan och är efterföljaren till Chang'e 1 och Chang'e 2, som båda gick i bana runt månen. Månrovern har fått namnet Yùtù (玉兔), eller "Jadekaninen"; ett namn som röstades fram på Internet och kommer från en kinesisk myt om en vit kanin som håller till på månen.

### Fotnoter
1. ↑  ”NASA Space Science Data Coordinated Archive” (på engelska). NASA. https://nssdc.gsfc.nasa.gov/nmc/spacecraft/display.action?id=2013-070A. Läst 27 mars 2020.
2. ↑  ”China Starts Manufacturing Third Lunar Probe”. English.cri.cn. Arkiverad från originalet den 21 oktober 2013. https://web.archive.org/web/20131021091125/http://english.cri.cn/6909/2012/03/13/53s686639.htm. Läst 2 december 2013.
3. ↑  ”China's Chang'e-3 to land on moon next year”. China Daily. 11 november 2012. Arkiverad från originalet den 3 juni 2013. https://web.archive.org/web/20130603150347/http://europe.chinadaily.com.cn/china/2012-11/11/content_15913551.htm. Läst 3 december 2013.
4. ↑  ”China Readying 1st Moon Rover for Launch This Year”. Space.com. 19 juni 2013. http://www.space.com/21618-china-moon-rover-launch-2013.html. Läst 3 december 2013.
5. ↑  Ramzy, Austin (26 november 2013). ”China to Send ‘Jade Rabbit’ Rover to the Moon”. The New York Times. http://sinosphere.blogs.nytimes.com/2013/11/26/china-to-send-jade-rabbit-rover-to-the-moon/?_r=1. Läst 3 december 2013.
6. ↑  C. A. S. Williams, Outlines of Chinese Symbolism and Art Motives : An Alphabetical Compendium of Antique Legends and Beliefs, as Reflected in the Manners and Customs of the Chinese 3d rev. ed. (New York: Dover Publications, 1976), s. 221.